# HAT-P-9
HAT-P-9, TOI-1731 — одиночная звезда в созвездии Возничего на расстоянии около 1508 световых лет (около 462 парсек) от Солнца. Видимая звёздная величина звезды — +12,34m. Возраст звезды оценивается как около 1,6 млрд лет.
Вокруг звезды обращается, как минимум, одна планета.

## Характеристики
HAT-P-9 — жёлто-белая звезда спектрального класса F. Масса — около 1,28 солнечной, радиус — около 1,21 солнечного, светимость — около 2,136 солнечной. Эффективная температура — около 6146 К.

## Планетная система
В 2008 году группой астрономов, работающих в рамках программы HATNet, было объявлено об открытии планеты HAT-P-9 b. Планета представляет собой газовый гигант с чрезвычайно сильно нагретой атмосферой благодаря близкому расположению к родительской звезде. Полный оборот вокруг звезды она совершает всего за 3,9 суток. По размерам и массе HAT-P-9 b напоминает Юпитер. Открытие было совершено с помощью транзитного метода.